# Крылова, Алла Юрьевна
Алла Юрьевна Крылова — учёный-химик, заместитель директора по инновациям ООО «Энергия синтеза», специалист в области синтезов на основе оксидов углерода, получения синтетических жидких топлив из альтернативных источников сырья, лауреат премии имени В. Н. Ипатьева.
Член научных советов по катализу и по химии ископаемого и возобновляемого углеродсодержащего сырья Российской академии наук, член редколлегии журнала «Химия твердого топлива»
В 1973 году окончила химический факультет МГУ.
В 1982 году защитила кандидатскую, а в 1992 году — докторскую диссертацию.
Около 30 лет проработала в Российской академии наук: в лаборатории каталитических реакций окислов углерода Института органической химии имени Н. Д. Зелинского (ИОХ РАН) и лаборатории химии нефти и нефтехимического синтеза Института нефтехимического синтеза имени А. В. Топчиева (ИНХС РАН).
Основное направление работ: изучение синтеза Фишера-Тропша и родственных процессов (синтеза углеводородов из СО, Н2 и непредельных соединений, из СО2 и Н2, а также из продуктов газификации биомассы, СО-инициируемой полимеризации алкенов и алкинов).
Автор около 400 научных трудов, в том числе 4-х монографий и около 20 патентов.

## Награды
Премия имени В. Н. Ипатьева (за 1997 год, совместно с А. Л. Лапидусом, С. Д. Пирожковым) — за цикл работ «Разработка высокоэффективных катализаторов для процессов синтеза органических продуктов на основе оксида углерода»